# Dick Surhoff
Richard Clifford "Dick" Surhoff jr. (16 de noviembre de 1929-1 de mayo de 1987) fue un jugador de baloncesto estadounidense que disputó dos temporadas en la NBA. Con 1,93 metros de estatura, jugaba en la posición de alero.

## Trayectoria deportiva

### Universidad
Su etapa universitaria transcurrió primero jugando con los Thundering Herd de la Universidad Marshall, y posteriormente, una temporada más con los Blackbirds de la Universidad de Long Island.

### Profesional
Fue elegido en la septuagésimo sexta posición del Draft de la NBA de 1952 por New York Knicks, donde jugó una temporada, siendo una de las últimas opciones para su entrenador, Joe Lapchick, el cual lo alineó en 26 partidos de la fase regular, en los que promedió 1,7 puntos y 1,0 rebotes, llegando a disputar las Finales ante los Minneapolis Lakers, en las que cayeron 4-1.
Tras ser despedido, con la temporada 1953-54 ya avanzada, fichó como agente libre por los Milwaukee Hawks, disputando 32 partidos en los que promedió 4,2 puntos y 2,2 rebotes.

## Estadísticas de su carrera en la NBA

### Temporada regular
| Temporada | Edad | Equipo          | Liga | P  | TIT | MIN  | TC  | TCA | %TC  | 3P | 3PA | %3P | TL  | TLA | %TL  | R.OF. | R.DEF. | REB | ASIS | ROB | TAP | PER | FP  | PTS |
| 1952-53   | 23   | New York Knicks | NBA  | 26 |     | 7.2  | 0.5 | 2.3 | .213 |    |     |     | 0.7 | 1.2 | .633 |       |        | 1.0 | 0.3  |     |     |     | 1.4 | 1.7 |
| 1953-54   | 24   | Milwaukee Hawks | NBA  | 32 |     | 11.2 | 1.3 | 4.0 | .333 |    |     |     | 1.5 | 1.9 | .758 |       |        | 2.2 | 0.7  |     |     |     | 1.7 | 4.2 |
| Total     |      |                 | NBA  | 58 |     | 9.4  | 1.0 | 3.3 | .295 |    |     |     | 1.1 | 1.6 | .717 |       |        | 1.6 | 0.6  |     |     |     | 1.5 | 3.1 |

### Playoffs
| Temp.   | Edad | Equipo          | Liga | P | MIN | TCA | TC | 3PA | 3P | TLA | TL | R.OF. | REB | ASIS | ROB | TAP | PER | FP | PTS | %TC  | %3P | %FT | MIN | PTS | REB | AST |
| 1952-53 | 23   | New York Knicks | NBA  | 4 | 13  | 2   | 4  |     |    | 0   | 0  |       | 2   | 2    |     |     |     | 2  | 4   | .500 |     |     | 3.3 | 1.0 | 0.5 | 0.5 |
| Total   |      |                 | NBA  | 4 | 13  | 2   | 4  |     |    | 0   | 0  |       | 2   | 2    |     |     |     | 2  | 4   | .500 |     |     | 3.3 | 1.0 | 0.5 | 0.5 |